# A Diamond in the Mind: Live 2011
A Diamond in the Mind: Live 2011 — четвертий живий альбом англійської групи Duran Duran, який був випущений 2 липня 2012 року.

## Композиції
1. Return To Now
2. Before the Rain
3. Planet Earth
4. A View to a Kill
5. All You Need Is Now
6. Blame the Machines
7. Safe (In the Heat of the Moment)
8. The Reflex
9. The Man Who Stole A Leopard
10. Girl Panic!
11. White Lines (Don't Do It)
12. Careless Memories
13. Ordinary World
14. Notorious
15. Hungry Like the Wolf
16. (Reach Up for The) Sunrise
17. The Wild Boys/Relax
18. Rio
19. A Diamond in the Mind

## Учасники запису
- Саймон Ле Бон — вокал
- Нік Роудс — клавішні
- Джон Тейлор — бас-гітара
- Роджер Тейлор — ударні
- Дом Браун — гітара